# Max Rudolf (veslač)
Max Rudolf, švicarski veslač, *  12. februar 1891, † ?.
Rudolf je za Švico nastopil na Poletnih olimpijskih igrah 1920 v Antwerpnu, kjer je kot član švicarskega četverca s krmarjem osvojil zlato medaljo. Osmerec, v katerem je tudi nastopil, pa je bil izločen v prvi kvalifikacijski tekmi.